# Charles-Veillon-Preis
Der Charles-Veillon-Preis war ein schweizerischer Literaturpreis, der von 1948 bis 1971 jährlich verliehen wurde. Gestiftet wurde er vom Unternehmer und Mäzen Charles Veillon. Der Preis war mit 5000 Franken dotiert.

## Geschichte
Der Preis wurde 1947 von Charles Veillon ins Leben gerufen und 1948 erstmals unter dem Namen «Prix international Charles-Veillon» verliehen. Ab 1949 wurden zwei Preise verliehen und jeweils ein französisch- und ein italienischsprachiges Werk ausgezeichnet. Die beiden Preise hiessen nun «Prix Charles-Veillon de langue française» und «Premio Charles Veillon di lingua italiana». Ab 1954 wurde auch ein Preis für deutschsprachige Literatur verliehen, so dass nun die drei grössten Schweizer Landessprachen gleichwertig vertreten waren. Veillon bezweckte damit, die Verständigung der europäischen Nationen durch die Kultur zu befördern. Er hielt den Roman für diejenige Literaturform, die «mit dem menschlichen Stoff am unmittelbarsten umgehe und deshalb auf die Beziehungen unter den Menschen einwirke».
Die Texte konnten als Manuskript eingereicht werden oder mussten im Vorjahr der Verleihung bei einem Verlag erschienen sein. (In der untenstehenden Auflistung ist das Jahr der Verleihung genannt.) Die Nationalität der Autoren spielte keine Rolle. Übersetzungen waren ausgeschlossen.
Für die Vergabe des deutschsprachigen Preises war von Beginn an der Germanist und ETH-Professor Karl Schmid zuständig. Er stellte die Jury zusammen, der im Laufe der Jahre u. a. Carl Jacob Burckhardt, Werner Weber, Werner Bergengruen, Günter Eich, Albrecht Goes, Meinrad Inglin, Friedhelm Kemp, Rudolf Alexander Schröder, Franz Tumler, Max Wehrli und Carl Zuckmayer angehörten. Auf Schmids Anregung hin wurden die Sitzungen der drei Jurys am selben Ort zusammengelegt. Der Preis war zu seiner Zeit hochangesehen. Kurt Marti bezeichnete ihn als «bedeutendste[n] Literaturpreis, den die Schweiz zu vergeben hat». Er sei «mehr als eine Summe Geld: er ist ein Qualitätsausweis».
Der italienische Preis zeichnete in den ersten zwei Jahren seines Bestehens sowohl einen Roman als auch einen bildenden Künstler aus. Danach wurde der Preis während zwei Jahren alternierend für ein literarisches und ein künstlerisches Werk verliehen; ab 1953 dann wie bei den beiden anderen Preisen nur noch für einen Roman.
Für ihre Verdienste um die rätoromanische Literatur und Kultur wurden 1964 Andrea Schorta und 1967 Tista Murk mit einem Spezialpreis ausgezeichnet.
Nach dem Tod von Charles Veillon im Jahr 1971 wurde der Preis eingestellt. 1975 rief die Charles-Veillon-Stiftung den «Prix européen de l’essai Charles Veillon» aus, der ein vergleichbares ideelles Ziel wie der Literaturpreis verfolgt.

## Preisträger

### Französischsprachige Literatur
- 1948: Pierre Gamarra, La Maison de feu
- 1949: Bert Huyber, Jozefa des Flamands
- 1950: Alexandre Vialatte, Les Fruits du Congo
- 1951: Charles-François Landry, La Devinaize
- 1952: Pierre Moinot, Armes et bagages
- 1953: Marie Mauron, Le Royaume errant
- 1954: Camara Laye, L’Enfant noir
- 1955: Jacques Audiberti, Les Jardins et les Fleuves[8]
- 1956: Pernette Chaponnière, Toi que nous aimions[9]
- 1957: Jean-Pierre Monnier, La Clarté de la nuit
- 1958: Alfred Kern, Le Clown
- 1959: Elisabeth Petit Mademoiselle Simon, professeur adjoint[10]
- 1960: Maud Frère, La Grenouille[11]
- 1961: Anna Langfus, Le Sel et le Soufre
- 1962: Jean-Pierre Chabrol, Les Fous de Dieu[12]
- 1963:
- 1964: Jean Pélégri, Le Maboul[13]
- 1965: Édouard Glissant,[14] Le Quatrième siècle
- 1966: Georges Piroué, Une si grande faiblesse[15]
- 1967: Anne Perry, Un petit cheval et une voiture
- 1968: Michel Planchon, Les Amants de Saint-Guénolé
- 1969: Suzanne Deriex, L’Enfant et la Mort
- 1970: Paul Zumthor, Le Puits de Babel
- 1971: Marilène Clément, La nuit de l’alléluia

### Italienischsprachige Literatur
- 1949: Adolfo Jenni, Il tempo che passa – Remo Rossi (Bildende Kunst)
- 1950: Società degli Scrittori della Svizzera italiana – Giovanni Bianconi (Bildende Kunst)
- 1951: Carlo Còccioli, Il Giuoco
- 1952: Emilio Maria Beretta und Felice Filippini (Bildende Kunst)
- 1953: Natalia Levi (Natalia Ginzburg), Tutti i nostri ieri
- 1954: Giovanni Bonalumi, Gli ostaggi – ex æquo[16] mit Lalla Romano, Maria
- 1955: Giuseppe Cassieri, Dove abita il prossimo
- 1956: Giorgio Bassani, Gli ultimi anni di Clelia Trotti
- 1957: Mario Tobino, Brace dei Biassoli[17]
- 1958: Anna Banti, La monaca di Sciangai
- 1959: Nino Palumbo, Il giornale
- 1960: Saverio Strati, Tibi e tàscia
- 1961: Vasco Pratolini, Lo Scialo
- 1962: Enrico Emanuelli, Settimana nera
- 1963: Italo Calvino, La giornata d’uno scrutatore
- 1964: Giovanni Orelli, L’Anno della valanga
- 1965: Piero Chiara, Con la faccia per terra
- 1966: Carla Vasio, L’orizzonte
- 1967: Alberto Vigevani, Un certo Ramondès
- 1968:
- 1969: Piero Scanziani, Libro bianco
- 1970: Mario Monti, Acqua
- 1971: Sergio Antonielli, Oppure niente

### Deutschsprachige Literatur
- 1954: Hertha Trappe, Was ich wandre dort und hier
- 1955: Carola Lepping, Bela reist am Abend ab
- 1956: Franz Tumler, Der Schritt hinüber
- 1957: Johannes Urzidil, Die verlorene Geliebte
- 1958: Max Frisch, Homo faber
- 1959: Otto F. Walter, Der Stumme
- 1960: Heinrich Böll, Billard um halbzehn
- 1961: Karl Eska, Der Kreidestrich[18]
- 1962: Edzard Schaper, Der vierte König[19]
- 1963: Peter Weiss, Fluchtpunkt
- 1964: Hugo Loetscher, Abwässer
- 1965: Johannes Bobrowski, Levins Mühle
- 1966: Barbara König, Die Personenperson
- 1967: Jörg Steiner, Ein Messer für den ehrlichen Finder
- 1968: Alfred Andersch, Efraim[20]
- 1969: H. G. Adler, Panorama
- 1970: Wolfgang Georg Fischer, Wohnungen
- 1971: Jurek Becker, Jakob der Lügner